# Yvonne Degraine
Yvonne Blanche Louise Degraine (* 7. Oktober 1899 in Paris; † 26. April 1985 in Talence) war eine französische Schwimmerin.

## Karriere
Degraine begann ihre Karriere auf nationaler Ebene. Dort nahm sie erfolgreich an einigen regionalen Wettbewerben teil. 1912 errang sie einen französischen Meistertitel. Im Jahr 1920 war sie Teilnehmerin der Olympischen Spiele in Antwerpen. Im Wettbewerb über 100 m Freistil erreichte sie als Vierte ihres Vorlaufs das Finale nicht.
Neben dem Schwimmsport war sie auch im Motorradrennsport aktiv. Zwischen 1934 und 1944 war sie mit dem Bahnradsportler Lucien Faucheux verheiratet, der 1920 ebenfalls an den Olympischen Spielen teilgenommen hatte.